# Augusta Jane Evans Wilson

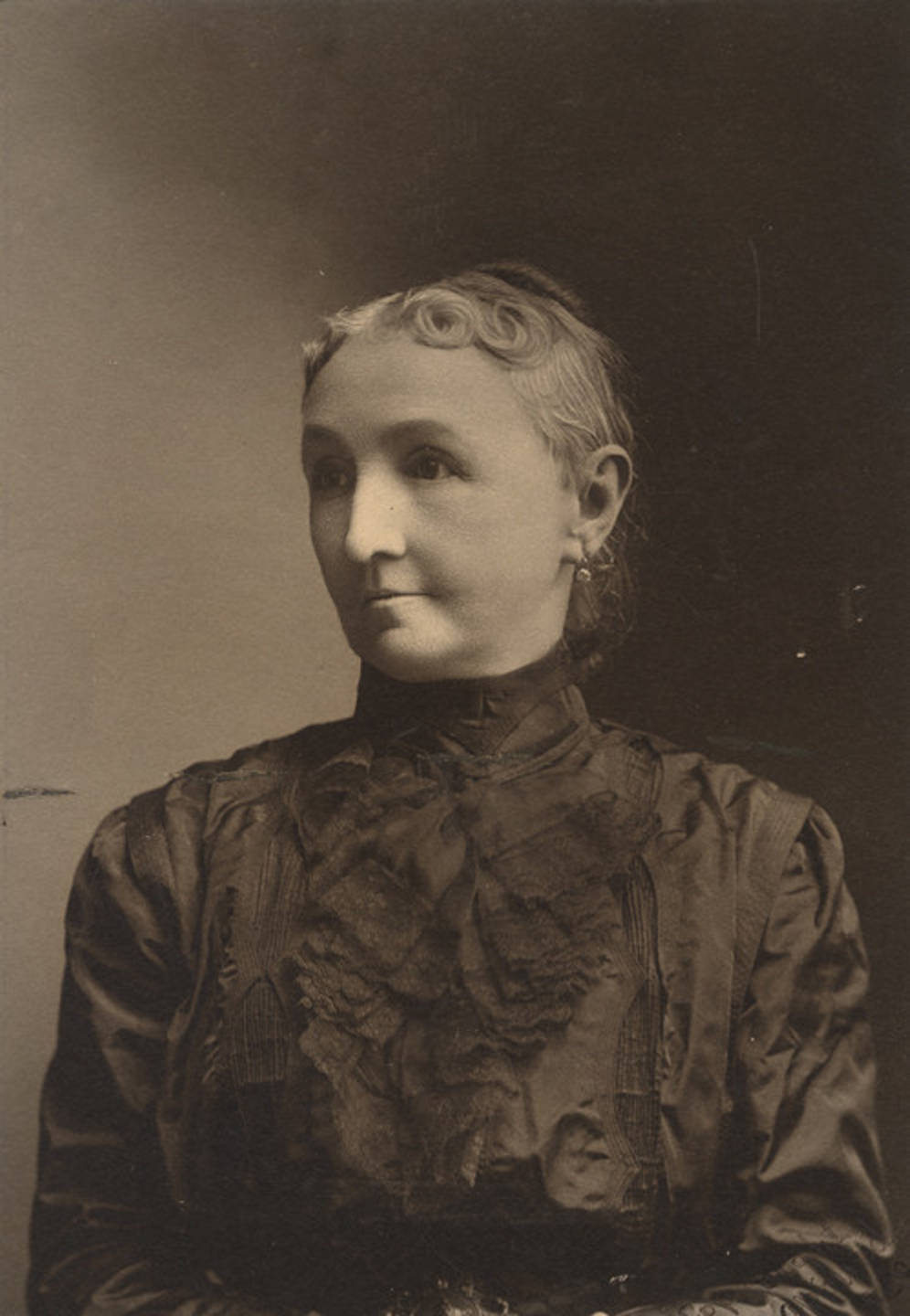
Augusta Jane Evans Wilson (1890)

Augusta Jane Evans Wilson (geboren am 8. Mai 1835 in Columbus, Georgia als Augusta Jane Evans; gestorben am 9. Mai 1909 in Mobile, Alabama) war eine amerikanische Schriftstellerin.

## Leben und Werk

### Anfänge als Schriftstellerin
Evans, Tochter eines verarmten Landspekulanten, verbrachte eine unstete Kindheit in Georgia, Texas und schließlich Alabama. Im Alter von nur 15 Jahren begann sie mit der Arbeit an ihrem ersten Roman Inez, der 1855 erschien. Erst mit dem Zweitling Beulah, einer dem Zeitgeschmack entsprechenden rührseligen Schmonzette über den gesellschaftlichen Aufstieg eines aufrichtigen Waisenkindes und seinen Weg zum rechten christlichen Glauben, stellte sich Erfolg ein. Angesichts der andauernden politischen Krise des Landes, die 1861 zum Ausbruch des Amerikanischen Bürgerkriegs führte, wurde Evans zu einer glühenden Verfechterin der Interessen und Ideologie der Südstaaten. 1860 löste sie sogar ihre Verlobung mit dem New Yorker James Reed Spaulding wegen ihrer Meinungsverschiedenheiten zur Frage der Sezession, nach Kriegsausbruch engagierte sie sich in den Mobilisierungsmaßnahmen und der Verwundetenpflege und -fürsorge. Auch ihren dritten Roman Macaria stellte sie ganz in den Dienst der Sache der Südstaaten. Dieser Roman über den Opferwillen der Frauen an der Heimatfront, die Rechtschaffenheit der Südstaaten-Gentlemen und die Loyalität der Sklaven erwies sich als so wirkungsvolle Propaganda, dass der Nordstaatengeneral George Henry Thomas konfiszierte Exemplare verbrennen ließ.

### St. Elmo
Der größte Erfolg ihrer Karriere stellte sich indes nach Kriegsende ein; ihr vierter Roman St. Elmo (1866) ist nach Harriet Beecher Stowes Onkel Toms Hütte der wohl meistverkaufte amerikanische Roman des 19. Jahrhunderts. Er fand in den Nord- wie in den Südstaaten zahlreiche Leser, vor allem aber Leserinnen. Der Einfluss des Buches lässt etwa daran ermessen, dass nach dem Romantitel zahlreiche Schulen, Plantagen und sogar dreizehn Städte und Dörfer benannt wurden. St. Elmo erzählt wiederum die Geschichte einer Waise, die es kraft ihrer moralischen Unbeugsamkeit letztlich zu gesellschaftlicher Anerkennung bringt. Die Protagonistin Edna Earl verschlägt es darin durch die Unbilden des Schicksals auf die Baumwollplantage Le Bocage. Dort widersetzt sie sich standhaft den Avancen des ebenso weltgewandten wie durchtriebenen Pflanzersohns St. Elmo, liest sich derweil eine umfassende Bildung an und lernt mehrere klassische Sprachen, um ein Werk über vergleichende Mythenforschung zu verfassen. Letztlich gelingt es ihr, dem zynischen St. Elmo den Drang zum Duellieren und andere Flausen auszutreiben und ihn zu einem rechtschaffenen wie gottesfürchtigen Mann zu erziehen, mit dem sie dann auch willig den Bund der Ehe eingeht. St. Elmo ist geprägt von den Klischees und Versatzstücken der „sentimentalistischen“ Frauenliteratur, die mit Autoren wie Susan Warner, Fanny Fern oder E. D. E. N. Southworth den amerikanischen Buchmarkt des 19. Jahrhunderts dominierte. Zum zuckrigen Pathos gesellt sich in Evans Werk eine prätentiös anmutende Fülle von Verweisen und Anspielungen auf Motive der Antike, der Bibel, der Literatur- und Philosophiegeschichte, die viele ihrer Sätze gestelzt und oft unfreiwillig komisch erscheinen lassen. Der Kritiker J.V. Ridgely nannte den Roman „ein unglaubliches Gebräu aus Melodrama, Pseudointellektualismus und Blümchensex, der durchaus als Richtwert für den schlechten Geschmack der Epoche herhalten“ könne. So blieben auch Parodien nicht aus: Charles Henry Webb veröffentlichte 1867 die Persiflage St. Twel'mo, or, The Cuneiform Cyclopedist of Chattanooga, in der er die gelehrte Diktion der Protagonistin Etna Early auf den Umstand zurückführt, dass diese in ihrer Kindheit ein ungekürztes Wörterbuch verschluckt habe.

### Späte Jahre, Tod und postume Wirkung
Der Erfolg von St. Elmo sicherte Evans finanziell ab, und ihr Auskommen wurde umso kommoder, als sie 1868 den Eisenbahnmagnaten Lorenzo Madison Wilson heiratete. Fortan lebte sie auf dessen prächtigem Herrenhaus bei Mobile, Alabama. Bis zu ihrem Tod veröffentlichte sie fünf weitere nicht minder pathetische Romane, die teils die Freuden der Häuslichkeit zum Thema hatten, mit At the Mercy of Tiberius (1887) zudem einen Kriminalroman. 1909 starb Augusta Jane Evans Wilson in Mobile.
Im 20. Jahrhundert geriet sie zusehends in Vergessenheit, da sowohl Sujet als auch Stil ihrer Werke angesichts der aufkommenden realistischen Prosa, aber auch zumindest thematisch zeitgemäßerer Trivialliteratur zunehmend obsolet erschienen. Erst in den 1970er Jahren wurde sie wie andere weibliche Romanciers vor allem von der feministischen Literaturwissenschaft wiederentdeckt. Auch wenn diese sich sichtlich schwer tut, emanzipatorisches Gedankengut aus Wilsons Werken abzuleiten, so kommt Wilson doch schon allein wegen ihres ungeheuren Erfolgs eine wichtige Rolle in dem von Literaturwissenschaftlerinnen wie Sandra Gilbert, Susan Gubar und Nina Baym angeführten Projekt zu, einen von Frauen verfassten „Gegenkanon“ zur traditionellen männlich-patriarchalisch dominierten Literaturgeschichtsschreibung zu etablieren. So erschienen 1992 erstmals nach Jahrzehnten ihre Romane Beulah, Macaria und St. Elmo wieder im Druck, diesmal allerdings unter der Herausgeberschaft von Universitätsverlagen und für den Seminargebrauch konzipiert.

## Werke
- Inez: A Tale of the Alamo (1855)
- Beulah (1859)
- Macaria; or Altars of Sacrifice (1864)
- St. Elmo (1866)
- Vashti (1869)
- Infelice (1875)
- At the Mercy of Tiberius (1887)
- A Speckled Bird (1902)
- Devota (1907)